# Volevo solo averti accanto
Volevo solo averti accanto (Once we were brothers) è un romanzo del 2013 di Ronald H. Balson, impostato come legal thriller ma contenente al suo interno una ricca narrazione storica.
La vicenda è ambientata a Chicago in anni recenti e descrive il coraggio di una giovane donna avvocato che accetta, dopo mille ripensamenti, di tutelare legalmente un anziano emigrante polacco, sopravvissuto all'Olocausto. Questa decisione, che la opporrà ad uno dei personaggi più influenti della città e a tutte le macchinazioni politiche volte ad ostacolarla, compromette inesorabilmente la sua carriera professionale, ma la aiuta a ritrovare un equilibrio emotivo che aveva da tempo smarrito. Le dichiarazioni che l'anziano signore rilascia al suo giovane avvocato costituiscono la rievocazione degli eventi che hanno funestato la sua giovinezza durante le persecuzioni naziste alla comunità ebraica. Il serrato e drammatico epilogo è degno dei migliori romanzi gialli.

## Trama
Il titolo originale con cui il romanzo è stato pubblicato negli Stati Uniti è Once we were brothers (Una volta eravamo fratelli). Esso rappresenta in maniera efficace il nucleo essenziale della vicenda storica ambientata nella Polonia degli anni ‘30: due ragazzi crescono nella stessa famiglia ebraica e condividono analoghi interessi, amori, passioni. Uno di loro è stato adottato, ma questo non gl'impedisce di sentirsi pienamente integrato nel mondo in cui fin da bambino è entrato a far parte. Il vortice della guerra, tuttavia, e le sconvolgenti ideologie che la alimentano, sono in agguato per abbattere qualunque forma di amicizia e di solidarietà. I due giovani si troveranno su posizioni contrapposte e conosceranno lutti e drammi esistenziali impressionanti.
Il titolo della versione italiana richiama invece il bisogno di relazione col prossimo che spinge qualunque persona a cercare rifugio nel contatto con un proprio simile. L'attrazione erotica costituisce quasi sempre l'ingrediente catalizzatore di tali legami, ma può venire poi affiancata e integrata da sentimenti di affetto, di amicizia, di complicità, di stima. Il romanzo descrive tutto questo, rappresentando in maniera molto romantica la tenacia dell'amore tra il giovane protagonista ebreo e la sua ragazza, pur attraverso le tragedie che quotidianamente sono chiamati a superare; e osserva con tenera partecipazione il rinsaldarsi di un legame affettivo che la giovane protagonista moderna, l'avvocato Catherine Lockhart, cerca di realizzare ispirandosi proprio ai personaggi della vicenda per i quali è stata chiamata a svolgere le sue mansioni professionali.

## Personaggi principali
Ben Solomon: è un modesto pensionato, immigrato negli Stati Uniti dalla Polonia nell'immediato dopoguerra, che ritiene di aver identificato il personaggio ospitato in una trasmissione televisiva, seguita per puro caso, nella stessa persona che aveva vissuto a casa dei suoi genitori, quando entrambi erano bambini e poi ragazzi. E dopo un maldestro tentativo di aggredire quello che considera il suo persecutore di un tempo, oggi riciclatosi nel benvoluto mecenate Elliott Rosenzweig, contatta l'avvocato Lockhart per intraprendere nei confronti del rivale una semplice causa civile per il risarcimento dei valori trafugati dalla casa dei suoi genitori.
Elliott Rosenzweig: è una personalità della Chicago che conta, finanziere e benefattore, legato strettamente al mondo della politica e degli intrighi affaristici, anch'egli immigrato dall'Europa a seguito della guerra, anch'egli ebreo perseguitato dai nazisti e reduce dal campo di sterminio di Auschwitz. Un tatuaggio sull'avambraccio sinistro, con il numero di codice attribuitogli durante la prigionia, costituisce l'emblema del suo tragico passato.
Catherine Lockhart: è una giovane avvocato che ha alle spalle un matrimonio fallito e vive i dissidi di una carriera professionale volta unicamente a proteggere gl'interessi delle grandi compagnie finanziarie. La toccante vicenda umana che pian piano le viene presentata dal suo cliente Ben Solomon finisce per travolgere le sue insoddisfazioni professionali, e la costringe a rivedere nel profondo la vita di relazione che da tempo aveva lasciato appassire inutilmente.

## Curiosità
Ronald H. Balson è un avvocato con la passione per la scrittura. Nel gennaio del 2013, dopo aver speso molti anni nella creazione del suo primo romanzo Once we were brothers, non trova nessun editore disposto a pubblicarglielo. Presenta il manoscritto (si chiama ancora così anche se oggi questi lavori si realizzano ovviamente con l'aiuto del computer) a decine di case editrici, che però declinano tutte regolarmente l'offerta.
Decide allora di pubblicarlo in proprio. Con l'aiuto del figlio, ingegnere informatico, realizza le prime versioni in formato cartaceo e in formato elettronico. In poche settimane il romanzo viene acquistato in oltre 100.000 esemplari, ponendosi immediatamente come caso editoriale tra i più significativi.
Finalmente, nell'aprile dello stesso anno, la St Martin's Press, una delle case editrici americane più grandi e rinomate, si aggiudica l'asta agguerrita con cui si assegnavano i diritti di produzione e di distribuzione del romanzo. Seguono a ruota le acquisizioni in altri paesi come Francia, Inghilterra, Germania, Spagna, Svezia, Paesi Bassi. In Italia è la Garzanti ad ottenerne l'esclusiva e le pubblicazioni in libreria escono nel gennaio del 2014.
Ormai anche il mondo del cinema si interessa al romanzo e vengono ceduti i diritti per una sua trasposizione sul grande schermo.